# The Politician
The Politician é uma série de televisão americana de comédia criada por Ryan Murphy, Brad Falchuk e Ian Brennan, que teve sua estreia na Netflix em 27 de setembro de 2019. A série é estrelada por Ben Platt, Gwyneth Paltrow, Jessica Lange, Zoey Deutch, Lucy Boynton, Bob Balaban, David Corenswet, Julia Schlaepfer, Laura Dreyfuss, Theo Germaine, Rahne Jones e Benjamin Barrett. A produção da segunda temporada foi iniciada em novembro de 2019 e finalizada em fevereiro de 2020, lançada 19 de junho de 2020.

## Premissa
The Politician gira em torno das "aspirações políticas de Payton Hobart (Ben Platt), um estudante rico de Santa Barbara, e cada temporada girará em torno de uma etapa política diferente em que seu personagem está envolvido".

## Elenco

### Regular
- Ben Platt como Payton Hobart
- Zoey Deutch como Infinity Jackson
- Lucy Boynton como Astrid Sloan
- Bob Balaban como Keaton Hobart (temporada 1)
- David Corenswet como River Barkley (temporada 1; participação temporada 2)
- Julia Schlaepfer como Alice Charles
- Laura Dreyfuss como McAfee
- Theo Germaine como James
- Rahne Jones como Skye Leighton
- Benjamin Barrett como Ricardo (temporada 1; participação temporada 2)
- Jessica Lange como Dusty Jackson
- Gwyneth Paltrow como Georgina Hobart
- Judith Light como Dede Standish (temporada 2; participação temporada 1)
- Bette Midler como Hadassah Gold (temporada 2; participação temporada 1)

### Recorrente
- Ryan J. Haddad como Andrew Cashman
- Trevor Mahlon Eason como Martin Hobart
- Trey Eason como Luther Hobart
- Martina Navrátilová como Brigitte
- Dylan McDermott como Theo Klein
- January Jones como Lizbeth Klein
- Sam Jaeger as Tino McCutcheon (temporada 2;  participação temporada 1)
- Joe Morton como Marcus Standish (temporada 2;  participação temporada 1)
- Teddy Sears como William Ward (temporada 2;  participação temporada 1)
- Jackie Hoffman como Sherry Dougal (temporada 2;  participação temporada 1)

### Participações
- Rick Holmes como Cooper
- B.K. Cannon
- Eric Nenninger
- Russell Posner como Elliot Beachman
- Terry Sweeney como Buddy Broidy

## Episódios

### Resumo
| Temporada | Temporada | Episódios | Episódios | Originalmente lançado  |
| --------- | --------- | --------- | --------- | ---------------------- |
|           | 1         | 8         | 8         | 27 de setembro de 2019 |
|           | 2         | 7         | 7         | 19 de junho de 2020    |

### 1.ª temporada (2019)
| N.º na série | N.º na temp. | Título                                       | Dirigido por          | Escrito por                              | Lançamento             |
| ------------ | ------------ | -------------------------------------------- | --------------------- | ---------------------------------------- | ---------------------- |
| 1            | 1            | "Pilot"                                      | Ryan Murphy           | Ryan Murphy & Brad Falchuk & Ian Brennan | 27 de setembro de 2019 |
| 2            | 2            | "The Harrington Commode"                     | Brad Falchuk          | Ryan Murphy & Brad Falchuk & Ian Brennan | 27 de setembro de 2019 |
| 3            | 3            | "October Surprise"                           | Janet Mock            | Ryan Murphy & Brad Falchuk & Ian Brennan | 27 de setembro de 2019 |
| 4            | 4            | "Gone Girl"                                  | Helen Hunt            | Ryan Murphy & Brad Falchuk & Ian Brennan | 27 de setembro de 2019 |
| 5            | 5            | "The Voter"                                  | Ian Brennan           | Ryan Murphy & Brad Falchuk & Ian Brennan | 27 de setembro de 2019 |
| 6            | 6            | "The Assassination of Payton Hobart: Part 1" | Gwyneth Horder-Payton | Ian Brennan                              | 27 de setembro de 2019 |
| 7            | 7            | "The Assassination of Payton Hobart: Part 2" | Gwyneth Horder-Payton | Ian Brennan & Brad Falchuk               | 27 de setembro de 2019 |
| 8            | 8            | "Vienna"                                     | Brad Falchuk          | Brad Falchuk                             | 27 de setembro de 2019 |

### 2.ª temporada (2020)
| N.º na série | N.º na temp. | Título                   | Dirigido por          | Escrito por                              | Lançamento          |
| ------------ | ------------ | ------------------------ | --------------------- | ---------------------------------------- | ------------------- |
| 9            | 1            | "New York State of Mind" | Brad Falchuk          | Ryan Murphy & Brad Falchuk & Ian Brennan | 19 de junho de 2020 |
| 10           | 2            | "Conscious Unthroupling" | Gwyneth Horder-Payton | Brad Falchuk & Ian Brennan               | 19 de junho de 2020 |
| 11           | 3            | "Cancel Culture"         | David Petrarca        | Ryan Murphy & Brad Falchuk & Ian Brennan | 19 de junho de 2020 |
| 12           | 4            | "Hail Mary"              | Tamra Davis           | Brad Falchuk & Ian Brennan               | 19 de junho de 2020 |
| 13           | 5            | "The Voters"             | Ian Brennan           | Ian Brennan                              | 19 de junho de 2020 |
| 14           | 6            | "What’s in the Box?"     | Tina Mabry            | Brad Falchuk & Ian Brennan               | 19 de junho de 2020 |
| 15           | 7            | "Election Day"           | Gwyneth Horder-Payton | Brad Falchuk & Ian Brennan               | 19 de junho de 2020 |

## Produção

### Desenvolvimento
Em 5 de fevereiro de 2018, foi anunciado que a Netflix havia dado pedido direto à produção de duas temporadas. A ordem veio depois de uma disputa envolvendo a Hulu e a Amazon. A série foi criada por Brad Falchuk, Ian Brennan e Ryan Murphy, todos produtores executivos ao lado de Ben Platt. As empresas de produção envolvidas com o programa incluem a Fox 21 Television Studios e a Ryan Murphy Productions.

### Seleção de elenco
Juntamente com o anúncio oficial da série, confirmou-se que Ben Platt iria estrelar a série e que Barbra Streisand e Gwyneth Paltrow estão em negociações para se juntar ao elenco da série. Em 16 de julho de 2018, foi anunciado que Zoey Deutch, Lucy Boynton, Laura Dreyfuss e Rahne Jones haviam sido escaladas para os papéis principais. Em 11 de outubro de 2018, foi relatado que Dylan McDermott havia se juntado ao elenco. Em uma entrevista com o The New Yorker em 4 de novembro de 2018, Streisand confirmou que ela recusou o papel para fazer seu álbum, Walls, e Jessica Lange foi escalada para o elenco. Em 3 de dezembro de 2018, McDermott anunciou em uma entrevista com Sirius XM que January Jones iria interpretar sua esposa na série. Em março de 2019, foi anunciado que Bette Midler e Judith Light fariam participações na série.